# Lepakko

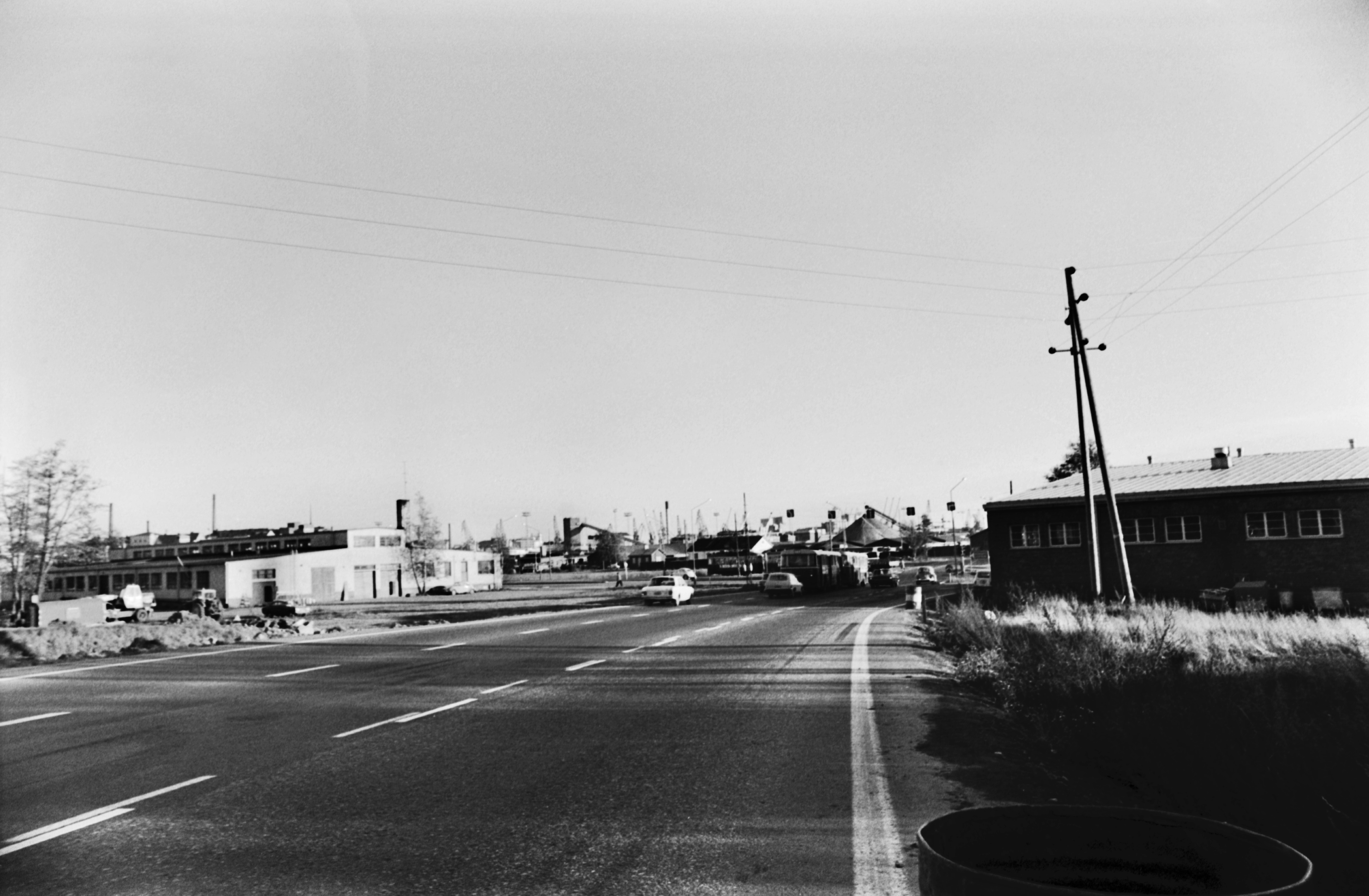
1969.

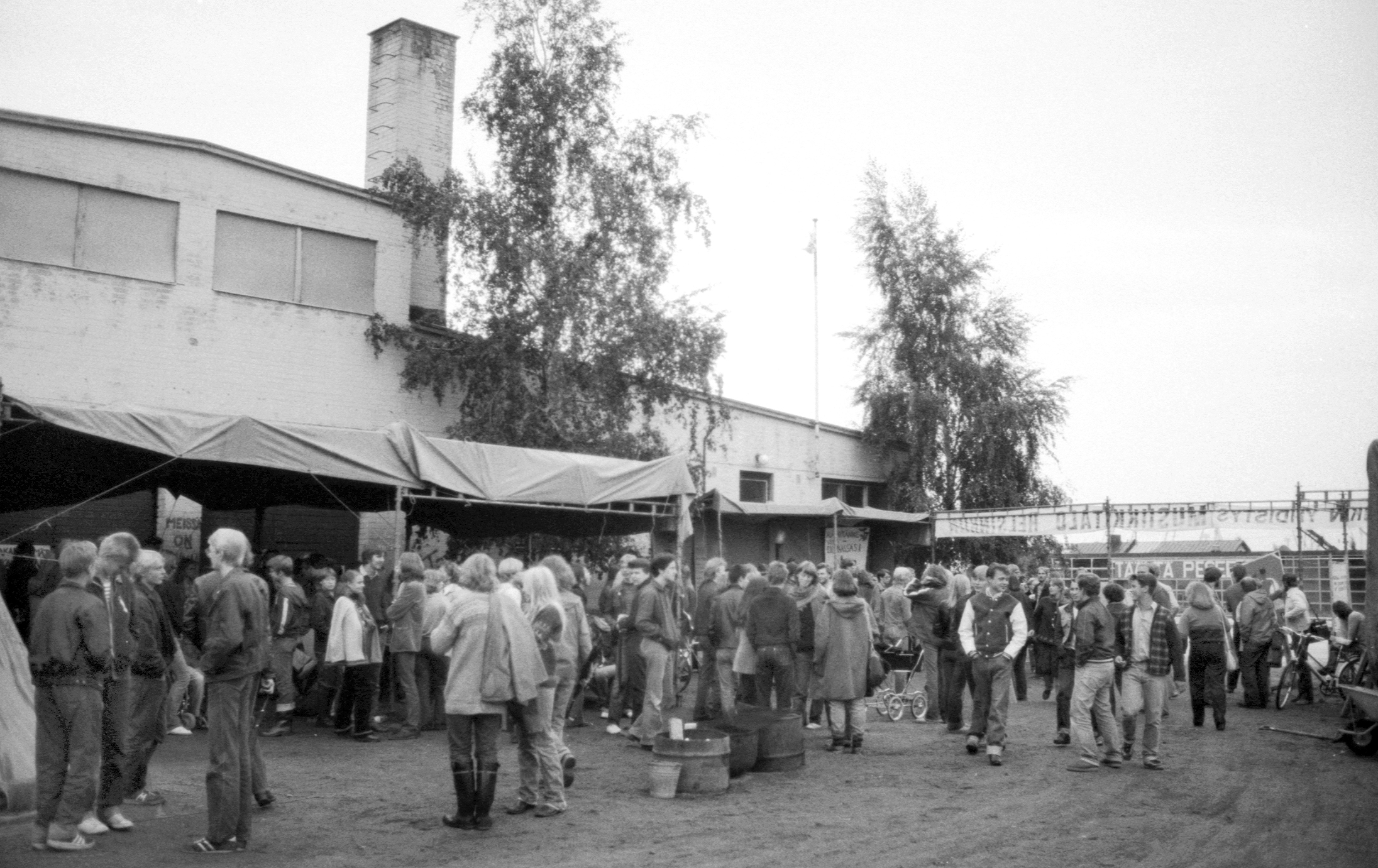
1979.

Lepakko eller Leppakkoluola var ett magasin i Gräsviken i Helsingfors. Byggnaden blev känd efter att den under åren 1967–1979 fungerade som ett natthem för alkoholiserade. År 1979 tömdes Lepakko och blev i stället en plats för ungdom och kultur. Byggnaden revs år 1999.

## Historia
Lepakko byggdes som ett magasin för bolaget Finska Färg- & Fernissfabriks Ab (Suomen Väri- ja Vernissatehdas Oy) år 1940. Natthemmet öppnades 5 december 1967. Tidigare samma år hade man rivit ett natthem på Norra Magasinsgatan och 500 människor blev utan bostad. Hösten var väldigt kall och många alkoholiserade hemlösa frös ihjäl. Efter detta började Helsingfors stad planera nya platser för hemlösa alkoholister. 

## Namnet
Byggnaden kallades ”lepakkoluola” (sv. ”fladdermusgrotta”) eller ”lepakko” (sv. ”fladdermus”) eftersom färgföretaget som lät bygga den hade en fjäril som sin logotyp. Denna missuppfattades då många tyckte att den mer liknade en fladdermus. Det finns flera olika historier om namnets ursprung – många tror att en man som bodde i natthemmet målade en fjäril på en av väggarna som såg mer ut som en fladdermus. 

## Ungdomsområde
Inför midsommaren 1979 tömde staden natthemmet och byggnaden stod tom tills en grupp ungdomar och föreningen för levande musik Elmu tog över den samma år i augusti. Lepakko blev under 1980-talet ett av Helsingfors mer betydelsefulla kulturcentrum.

## Rivningen
När tomtens värde steg valde Helsingfors stad att ge den till bolaget Nokia. Byggnaden revs 22 november 1999. Nokia använde aldrig sin nya kontorsbyggnad och den blev i stället ett kontor för försäkringsbolaget Ilmarinen.